# NGC 7132
NGC 7132 је спирална галаксија у сазвежђу Пегаз која се налази на NGC листи објеката дубоког неба.
Деклинација објекта је + 10° 14' 29" а ректасцензија 21h 47m 16,4s. Привидна величина (магнитуда) објекта NGC 7132 износи 14,2 а фотографска магнитуда 14,9. NGC 7132 је још познат и под ознакама MCG 2-55-13, CGCG 427-24, PGC 67349.